# Saint-Gaudéric
Saint-Gaudéric  est une commune française, située dans l'ouest du département de l'Aude en région Occitanie.
Sur le plan historique et culturel, la commune fait partie du Lauragais, l'ancien « Pays de Cocagne », lié à la fois à la culture du pastel et à l’abondance des productions, et de « grenier à blé du Languedoc ». Exposée à un climat océanique altéré, elle est drainée par la Vixiège, le ruisseau de Pech d'Acou, le ruisseau de Malgoude et par divers autres petits cours d'eau. La commune possède un patrimoine naturel remarquable composé de trois zones naturelles d'intérêt écologique, faunistique et floristique.
Saint-Gaudéric est une commune rurale qui compte 108 habitants en 2022, après avoir connu un pic de population de 309 habitants en 1836. Ses habitants sont appelés les Saint-Gaudéricois et ses habitantes les Saint-Gaudéricoises.

## Géographie

### Localisation
La commune de Saint-Gaudéric se situe dans le canton de Fanjeaux, au nord-ouest du département de l'Aude, à proximité de Mirepoix au sud-ouest et de Fanjeaux au nord-est. Elle est frontalière avec le département de l'Ariège.

### Communes limitrophes
Les communes limitrophes sont  Escueillens-et-Saint-Just-de-Bélengard, Hounoux, Malegoude, Orsans, Plavilla, Saint-Julien-de-Briola, Sainte-Foi et Seignalens.
| Plavilla            | Saint-Julien-de-Briola | Orsans                                 |
| Sainte-Foi (Ariège) | Saint-Gaudéric         | Hounoux                                |
| Malegoude (Ariège)  | Seignalens             | Escueillens-et-Saint-Just-de-Belengard |

### Voies de communication et transports
- La D 119 traverse la commune de l'ouest vers le nord-est, en provenance de Malegoude et en direction d'Orsans.
- La D 763 traverse la commune du sud-est vers le nord, en provenance d'Escueillens-et-Saint-Just-de-Bélengard et se termine au croisement avec la D 119.

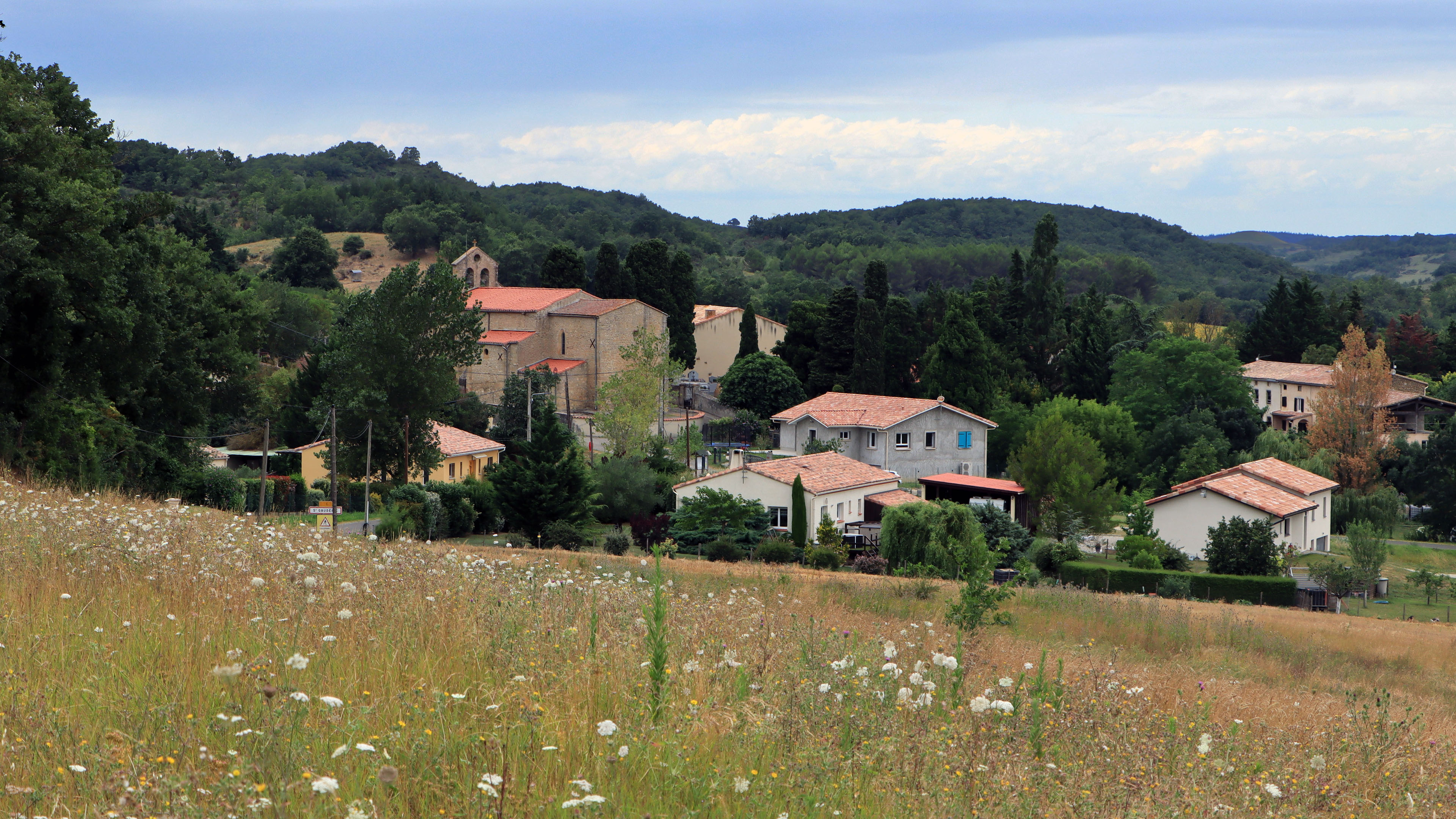

### Hydrographie
La commune est dans le bassin de la Garonne, au sein du bassin hydrographique Adour-Garonne. Elle est drainée par la Vixiège, le ruisseau de Pech d'Acou, le ruisseau de Malgoude, le ruisseau de la Calvière, le ruisseau des Juncasses et par divers petits cours d'eau, qui constituent un réseau hydrographique de 16 km de longueur totale,.
La Vixiège, d'une longueur totale de 33,6 km, prend sa source dans la commune de  et s'écoule du sud vers le nord, puis vers l'ouest et à nouveau vers le nord. Elle traverse la commune et se jette dans l'Hers-Vif à Belpech, après avoir traversé 19 communes.
Le ruisseau de Pech d'Acou, d'une longueur totale de 10,6 km, prend sa source dans la commune et s'écoule du sud-est vers le nord-ouest. Il traverse la commune et se jette dans la Vixiège à Gaja-la-Selve, après avoir traversé 5 communes.

### Climat
Pour des articles plus généraux, voir Climat de l'Occitanie et Climat de l'Aude.
En 2010, le climat de la commune est de type climat océanique altéré, selon une étude s'appuyant sur une série de données couvrant la période 1971-2000. En 2020, Météo-France publie une typologie des climats de la France métropolitaine dans laquelle la commune est dans une zone de transition entre le climat océanique altéré et le climat de montagne ou de marges de montagne et est dans une zone de transition entre les régions climatiques « Aquitaine, Gascogne » et « Pyrénées orientales »0.
Pour la période 1971-2000, la température annuelle moyenne est de 12,6 °C, avec  une amplitude thermique annuelle de 15,6 °C. Le cumul annuel moyen de précipitations est de 861 mm, avec 10,8 jours de précipitations en janvier et 5,8 jours en juillet. Pour la période 1991-2020 la température moyenne annuelle observée sur la station météorologique la plus proche, située sur la commune de Fanjeaux à 10 km à vol d'oiseau, est de 14,3 °C et le cumul annuel moyen de précipitations est de 625,0 mm,. Pour l'avenir, les paramètres climatiques de la commune estimés pour 2050 selon différents scénarios d’émission de gaz à effet de serre sont consultables sur un site dédié publié par Météo-France en novembre 2022.

### Milieux naturels et biodiversité
L’inventaire des zones naturelles d'intérêt écologique, faunistique et floristique (ZNIEFF) a pour objectif de réaliser une couverture des zones les plus intéressantes sur le plan écologique, essentiellement dans la perspective d’améliorer la connaissance du patrimoine naturel national et de fournir aux différents décideurs un outil d’aide à la prise en compte de l’environnement dans l’aménagement du territoire.
Une ZNIEFF de type 1 est recensée sur la commune :
les « coteaux du nord-Mirapicien » (1 893 ha), couvrant 8 communes dont 4 dans l'Ariège et 4 dans l'Aude et deux ZNIEFF de type 2, : 
- la « bordure orientale de la Piège » (11 102 ha), couvrant 22 communes du département[14] ;
- l'« ensemble de coteaux au nord du Pays de Mirepoix » (9 691 ha), couvrant 17 communes dont 10 dans l'Ariège et 7 dans l'Aude[15].

Carte des ZNIEFF de type 1 et 2 à Saint-Gaudéric.
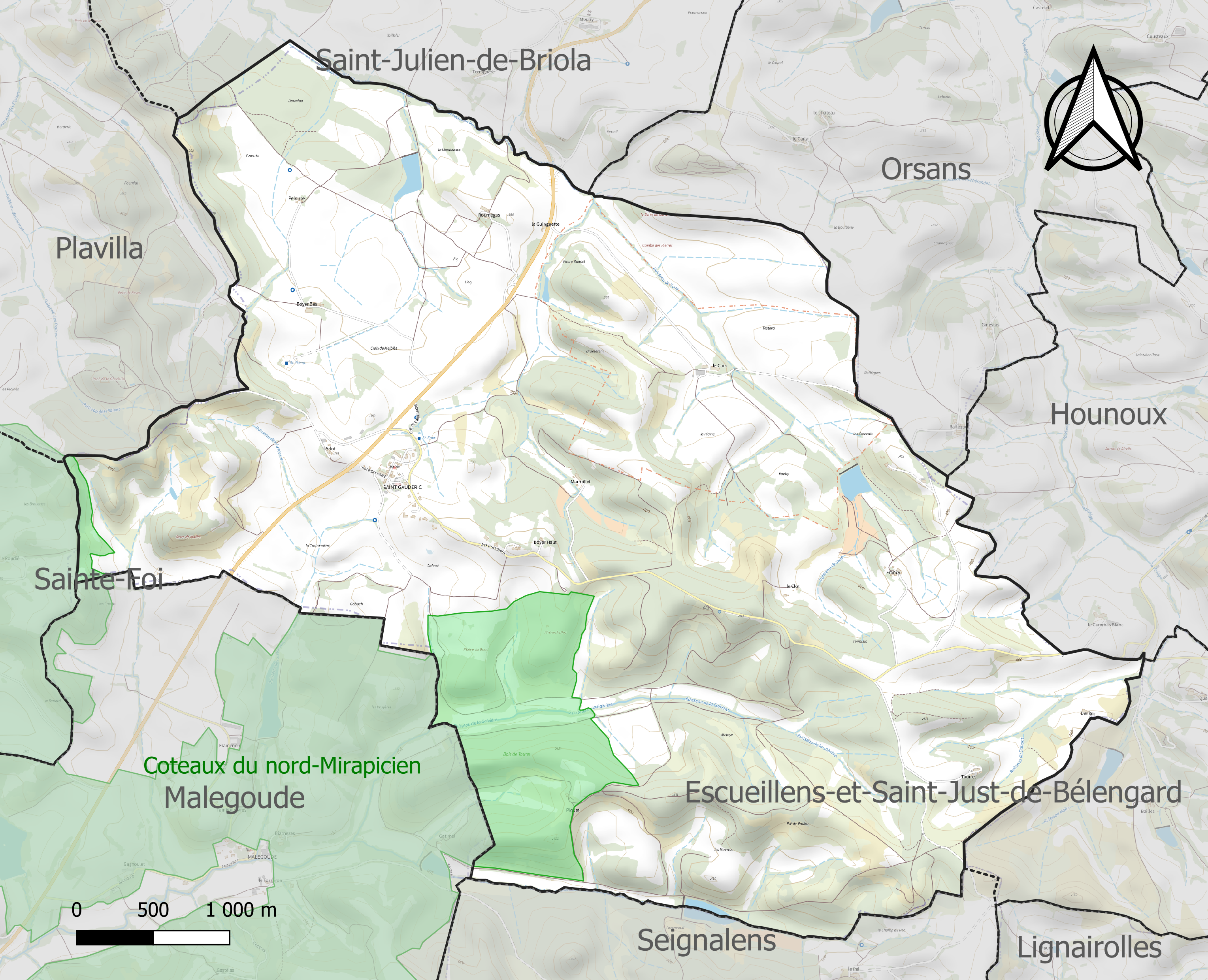
Carte de la ZNIEFF de type 1 sur la commune.
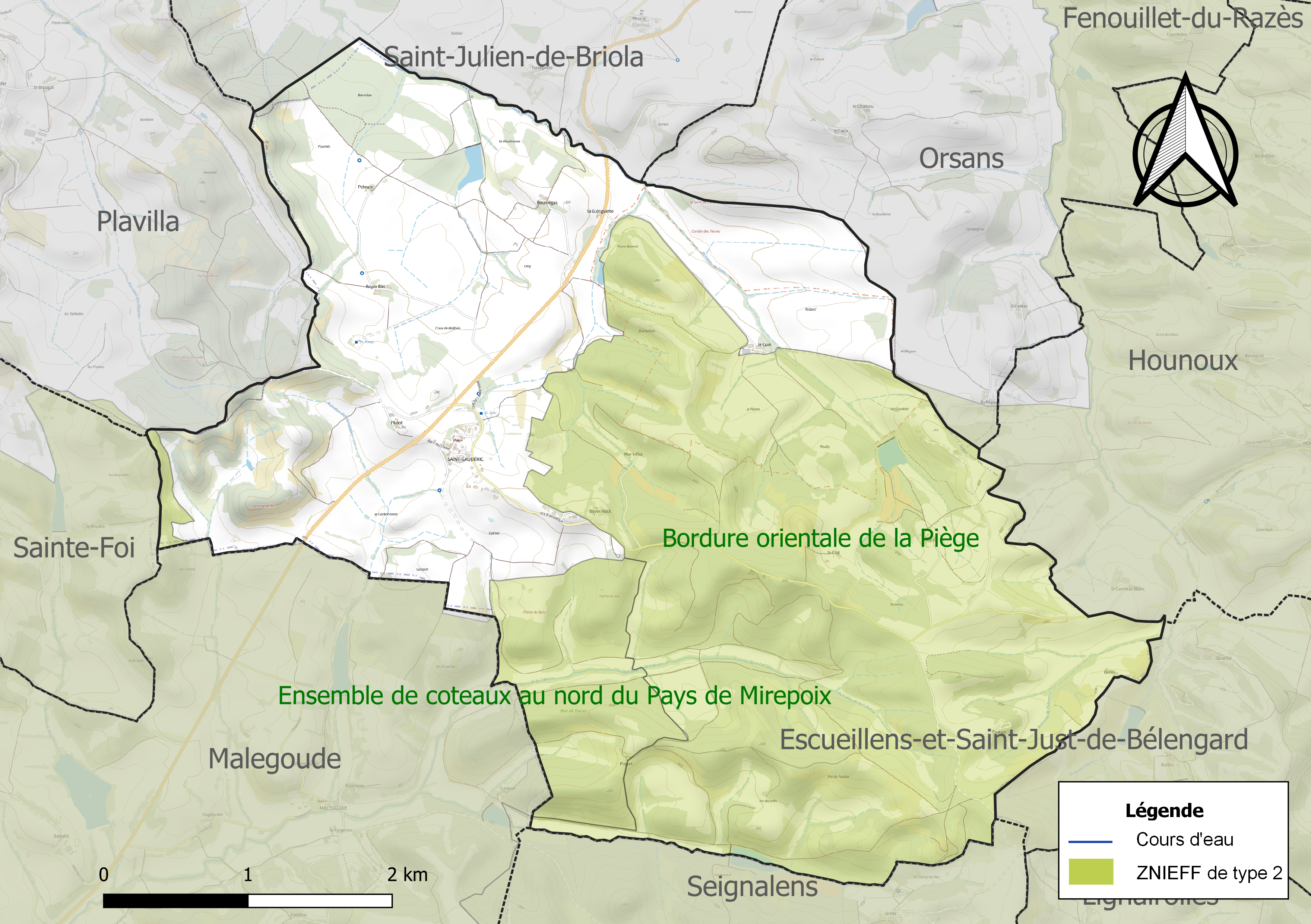
Carte des ZNIEFF de type 2 sur la commune.

## Urbanisme

### Typologie
Au 1er janvier 2024, Saint-Gaudéric est catégorisée commune rurale à habitat dispersé, selon la nouvelle grille communale de densité à 7 niveaux définie par l'Insee en 2022.
Elle est située hors unité urbaine et hors attraction des villes,.

### Occupation des sols
L'occupation des sols de la commune, telle qu'elle ressort de la base de données européenne d’occupation biophysique des sols Corine Land Cover (CLC), est marquée par l'importance des territoires agricoles (55,3 % en 2018), en diminution par rapport à 1990 (58,1 %). La répartition détaillée en 2018 est la suivante : 
zones agricoles hétérogènes (36,9 %), milieux à végétation arbustive et/ou herbacée (27,1 %), forêts (17,6 %), prairies (15,5 %), terres arables (2,9 %). L'évolution de l’occupation des sols de la commune et de ses infrastructures peut être observée sur les différentes représentations cartographiques du territoire : la carte de Cassini (XVIIIe siècle), la carte d'état-major (1820-1866) et les cartes ou photos aériennes de l'IGN pour la période actuelle (1950 à aujourd'hui).

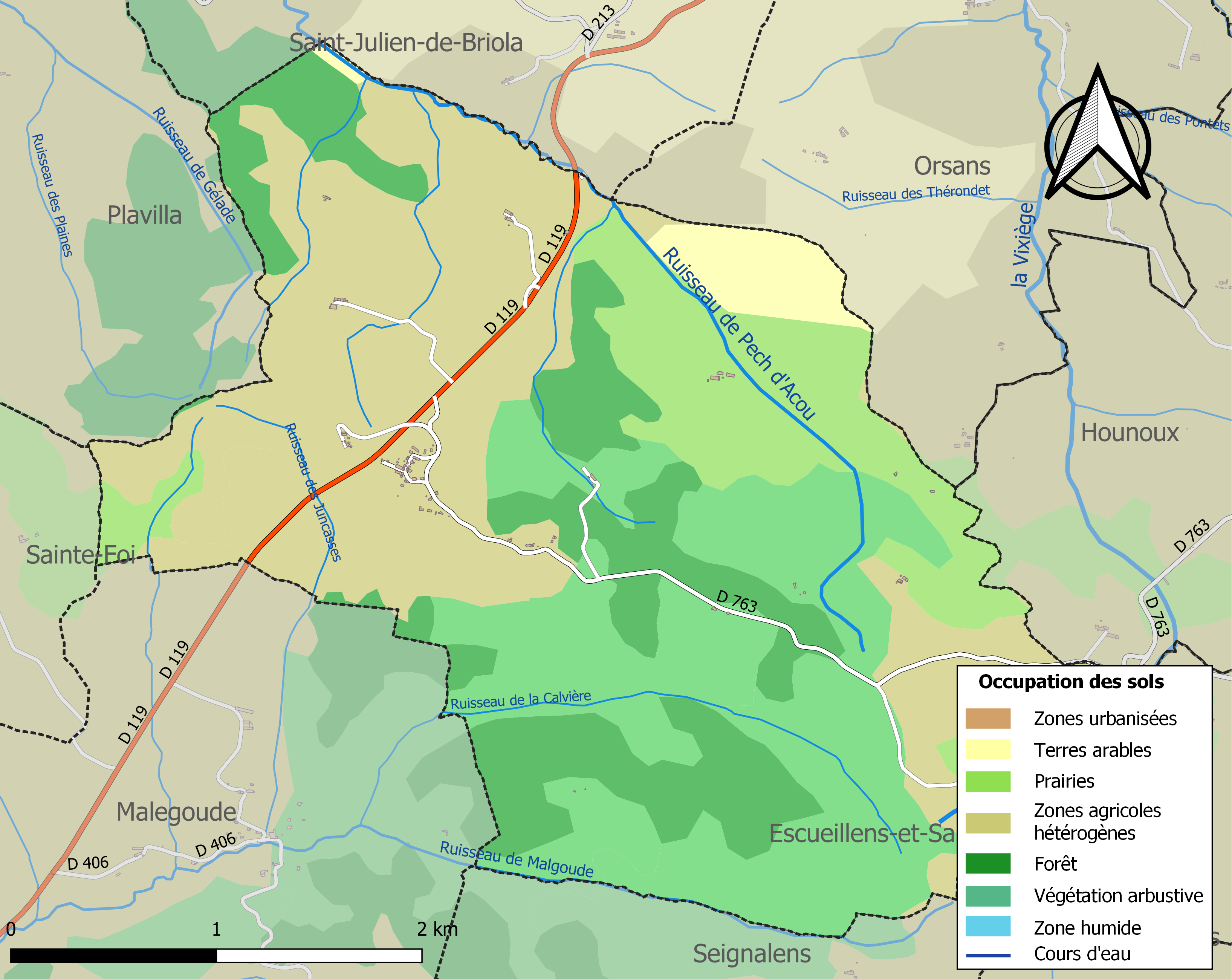
Carte des infrastructures et de l'occupation des sols de la commune en 2018 (CLC).

### Risques majeurs
Le territoire de la commune de Saint-Gaudéric est vulnérable à différents aléas naturels : météorologiques (tempête, orage, neige, grand froid, canicule ou sécheresse) et séisme (sismicité faible). Il est également exposé à un risque technologique,  le transport de matières dangereuses. Un site publié par le BRGM permet d'évaluer simplement et rapidement les risques d'un bien localisé soit par son adresse soit par le numéro de sa parcelle.

#### Risques naturels

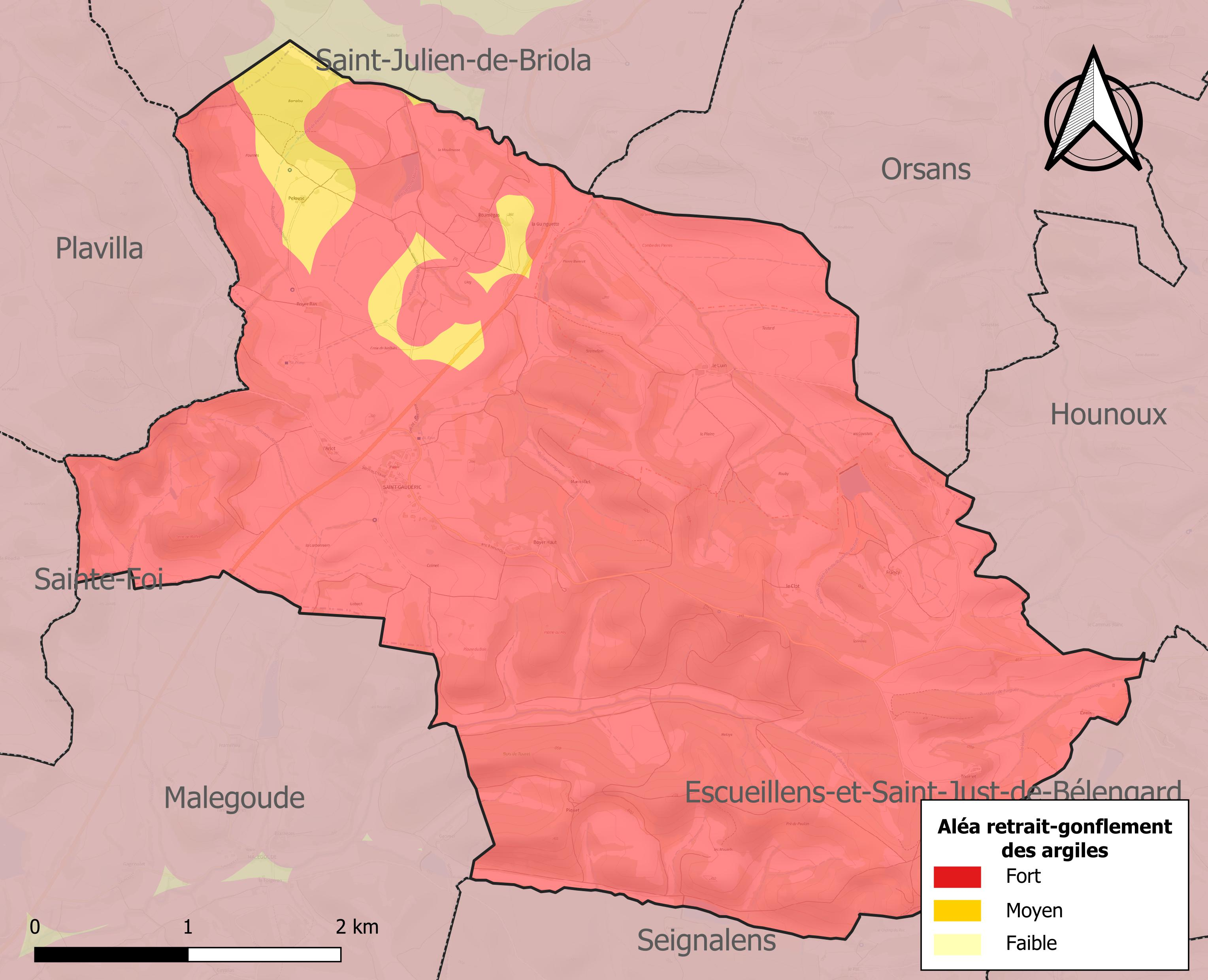
Carte des zones d'aléa retrait-gonflement des sols argileux de Saint-Gaudéric.

Le retrait-gonflement des sols argileux est susceptible d'engendrer des dommages importants aux bâtiments en cas d’alternance de périodes de sécheresse et de pluie. La totalité de la commune est en aléa moyen ou fort (75,2 % au niveau départemental et 48,5 % au niveau national). Sur les 51 bâtiments dénombrés sur la commune en 2019, 51 sont en aléa moyen ou fort, soit 100 %, à comparer aux 94 % au niveau départemental et 54 % au niveau national. Une cartographie de l'exposition du territoire national au retrait gonflement des sols argileux est disponible sur le site du BRGM,.

#### Risques technologiques
Le risque de transport de matières dangereuses sur la commune est lié à sa traversée par une route à fort trafic. Un accident se produisant sur une telle infrastructure est en effet susceptible d’avoir des effets graves au bâti ou aux personnes jusqu’à 350 m, selon la nature du matériau transporté. Des dispositions d’urbanisme peuvent être préconisées en conséquence.

## Toponymie
Cette commune est nommée à partir du nom de Saint Gaudéric de Viéville, saint de l'église catholique, fêté le 16 octobre. Ce nom était également orthographié Waldric, Gauldric, Gaudry, Guadri, Galdric, Goldric, Gualdricus, Waldricus. Toutes ces variantes proviennent de l’ancien germanique Walderich, composé de wald, walt (puissance, force) + rihhi, riki (riche, puissant, chef).

## Histoire
Un centre d’entrainement et de formation du 4ème Régiment de la Légion Etrangère est situé sur la commune, à la « ferme de Cuin », où c'est rendu en visite officielle Emmanuel Macron le 12 mars 2021,.

## Politique et administration

### Liste des maires
| Période                                  | Période  | Identité          | Étiquette | Qualité  |
| ---------------------------------------- | -------- | ----------------- | --------- | -------- |
| Les données manquantes sont à compléter. |          |                   |           |          |
| mars 2014                                | mai 2020 | Dominique Legros  |           |          |
| mars 1983 et mars 2020                   | En cours | Jean-Claude Marty |           | Retraité |

## Population et société

### Démographie
L'évolution du nombre d'habitants est connue à travers les recensements de la population effectués dans la commune depuis 1793. Pour les communes de moins de 10 000 habitants, une enquête de recensement portant sur toute la population est réalisée tous les cinq ans, les populations de référence des années intermédiaires étant quant à elles estimées par interpolation ou extrapolation. Pour la commune, le premier recensement exhaustif entrant dans le cadre du nouveau dispositif a été réalisé en 2006.

En 2022, la commune comptait 108 habitants, en évolution de +1,89 % par rapport à 2016 (Aude : +2,65 %, France hors Mayotte : +2,11 %).
| 1793 | 1800 | 1806 | 1821 | 1831 | 1836 | 1841 | 1846 | 1851 |
| ---- | ---- | ---- | ---- | ---- | ---- | ---- | ---- | ---- |
| 231  | 200  | 247  | 243  | 262  | 309  | 275  | 275  | 286  |

| 1856 | 1861 | 1866 | 1872 | 1876 | 1881 | 1886 | 1891 | 1896 |
| ---- | ---- | ---- | ---- | ---- | ---- | ---- | ---- | ---- |
| 226  | 233  | 216  | 213  | 225  | 255  | 226  | 239  | 165  |

| 1901 | 1906 | 1911 | 1921 | 1926 | 1931 | 1936 | 1946 | 1954 |
| ---- | ---- | ---- | ---- | ---- | ---- | ---- | ---- | ---- |
| 175  | 147  | 161  | 126  | 124  | 123  | 120  | 106  | 107  |

| 1962 | 1968 | 1975 | 1982 | 1990 | 1999 | 2006 | 2011 | 2016 |
| ---- | ---- | ---- | ---- | ---- | ---- | ---- | ---- | ---- |
| 80   | 58   | 40   | 39   | 51   | 58   | 69   | 79   | 106  |

| 2021 | 2022 | - | - | - | - | - | - | - |
| ---- | ---- | - | - | - | - | - | - | - |
| 112  | 108  | - | - | - | - | - | - | - |

## Économie

### Emploi
| Division       | 2008   | 2013   | 2018   |
| -------------- | ------ | ------ | ------ |
| Commune        | 11,1 % | 5,5 %  | 20,3 % |
| Département    | 10,2 % | 12,8 % | 12,6 % |
| France entière | 8,3 %  | 10 %   | 10 %   |

En 2018, la population âgée de 15 à 64 ans s'élève à 77 personnes, parmi lesquelles on compte 75,4 % d'actifs (55,1 % ayant un emploi et 20,3 % de chômeurs) et 24,6 % d'inactifs,. Depuis 2008, le taux de chômage communal (au sens du recensement) des 15-64 ans est supérieur à celui de la France et du département.
La commune est hors attraction des villes,. Elle compte 10 emplois en 2018, contre 7 en 2013 et 7 en 2008. Le nombre d'actifs ayant un emploi résidant dans la commune est de 45, soit un indicateur de concentration d'emploi de 21,9 % et un taux d'activité parmi les 15 ans ou plus de 60,7 %.
Sur ces 45 actifs de 15 ans ou plus ayant un emploi, 8 travaillent dans la commune, soit 18 % des habitants. Pour se rendre au travail, 85 % des habitants utilisent un véhicule personnel ou de fonction à quatre roues, 7,5 % les transports en commun et 7,5 % n'ont pas besoin de transport (travail au domicile).

### Activités hors agriculture
5 établissements sont implantés  à Saint-Gaudéric au 31 décembre 2019.
Le secteur des activités spécialisées, scientifiques et techniques et des activités de services administratifs et de soutien est prépondérant sur la commune puisqu'il représente 40 % du nombre total d'établissements de la commune (2 sur les 5 entreprises implantées  à Saint-Gaudéric), contre 13,3 % au niveau départemental.

### Agriculture
|               | 1988 | 2000 | 2010 | 2020 |
| ------------- | ---- | ---- | ---- | ---- |
| Exploitations | 10   | 6    | 5    | 6    |
| SAU (ha)      | 606  | 334  | 332  | 402  |

La commune est dans le Razès, une petite région agricole occupant l'ouest du département de l'Aude, également dénommée localement « Volvestre et Razès ». En 2020, l'orientation technico-économique de l'agriculture  sur la commune est la polyculture et/ou le polyélevage. Six exploitations agricoles ayant leur siège dans la commune sont dénombrées lors du recensement agricole de 2020 (dix en 1988). La superficie agricole utilisée est de 402 ha,,.

## Culture locale et patrimoine

### Lieux et monuments
- Église Saint-Gaudéric de Saint-Gaudéric.

### Personnalités liées à la commune
Saint Gaudéric planta son bâton en face de l'église et pénétra à l'intérieur de celle-ci. Lorsqu'il ressortit, le bâton s'était transformé en ormeaux. Lors de la guerre de 1914-1918, tous les hommes du village ont emporté un morceau d'écorce avec eux et sont tous revenus sains et saufs. Il existe une relique de ce saint, son petit doigt, qui est gardé au village de Fanjeaux, elle revient au village lors de manifestations importantes.[réf. nécessaire]

### Héraldique
| Blason de Saint-Gaudéric | Blason  | D’azur aux deux clés d’or passées en sautoir, cantonnées de quatre larmes d’argent. |
| Blason de Saint-Gaudéric | Détails | Le statut officiel du blason reste à déterminer.                                    |